# Šafrán bělokvětý
Šafrán bělokvětý (Crocus albiflorus; syn. Crocus vernus subsp. albiflorus) je vytrvalá bylina z čeledi kosatcovité. Rostlina dosahuje výšky asi 15 cm. V půdě je kulovitá hlíza, ze které vyrůstají dva až čtyři listy, které mají čárkovitý tvar a jsou 3 mm široké. Listy se utvářejí brzy po vykvetení. Květy jsou bílé, fialové nebo světlefialově pruhované. Plodem je tobolka.

## Stanoviště, rozšíření
Šafrán bělokvětý roste na vlhčích horských pastvinách a loukách. Vyžaduje hlinité až jílovité půdy, které jsou bohaté na humus. Na lokalitách se tento druh vyskytuje ve velkých skupinách. Nejvíce je rozšířen v Alpách a jejich předhůří, ale je rozšířen v horských oblastech od Balkánu po Pyreneje. V České republice je původní pouze v oblasti Šumavy a Novohradských hor, na dalších lokalitách je nepůvodní, ale časem již zdomácnělý. Tento druh šafránu je zařazen mezi kriticky ohrožené druhy naší květeny.

## Chráněná území v České republice
Ochraně šafránu bělokvětého jsou v ČR mj. věnovány přírodní památky:
- Anenské údolí (Harrachov, okres Jablonec nad Nisou)
- Farská louka (Slunečná, okres Česká Lípa)
- Lačnov (Lačnov, okres Vsetín)
- Podskaličí (Křekov, okres Zlín)
- Pozděchov (Pozděchov, okres Vsetín)
- Smolinka (Smolina, okres Zlín)
- Strážný-Pod Obecním lesem (Strážný, okres Prachatice)
- Sucháčkovy paseky (Lačnov, okres Vsetín)
- Šafránová stráň (Suchý Důl, okres Náchod)
- U Bezděkova (Nové Město na Moravě, okres Žďár nad Sázavou)
- Vyšný - Křišťanov (Křišťanov, okres Prachatice)
- Za lesem (Horní Němčí, okres Uherské Hradiště)

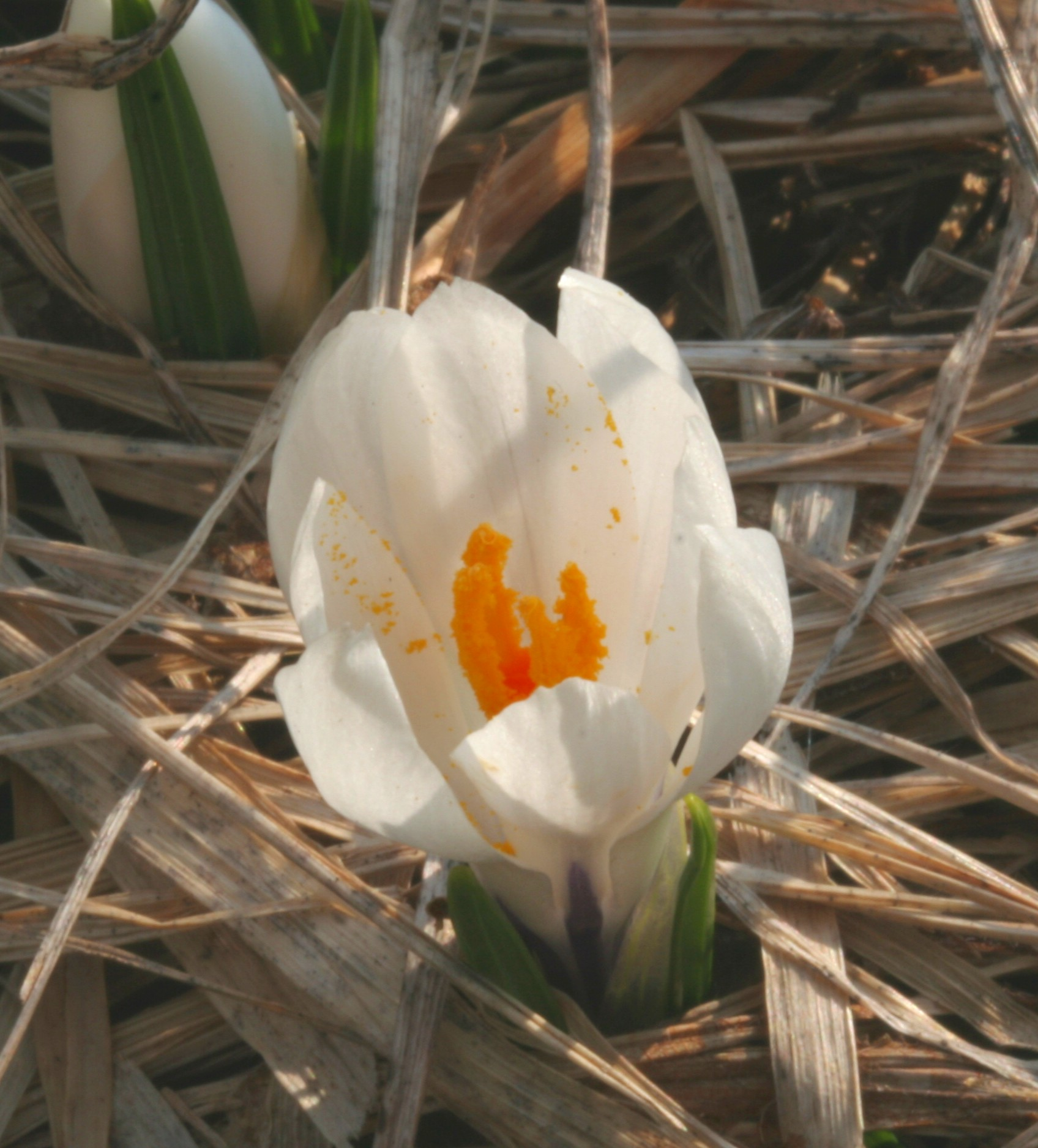
Detail květu šafránu bělokvětého